# Aartsbisdom Maseru

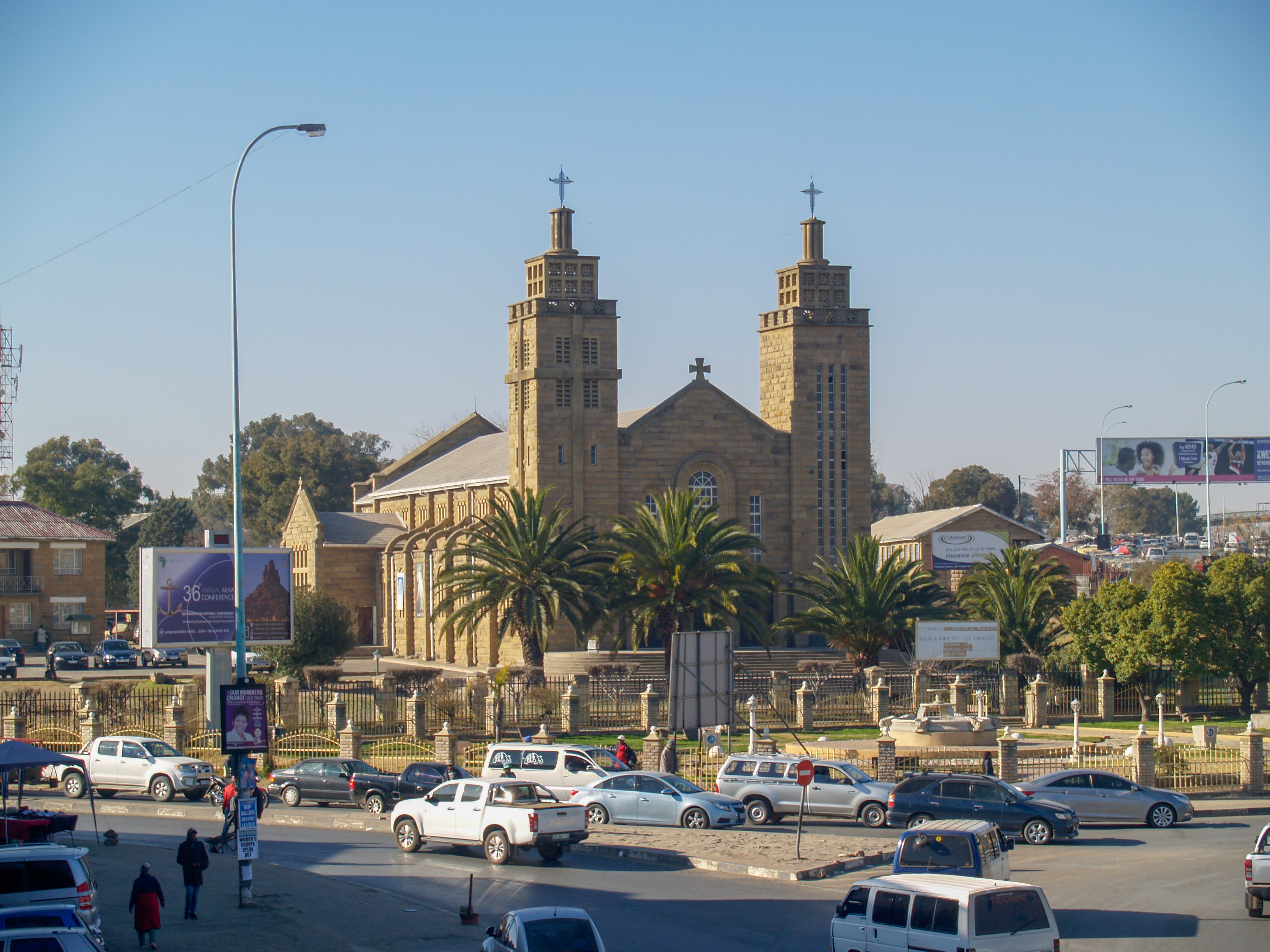
Kathedraal van Maseru

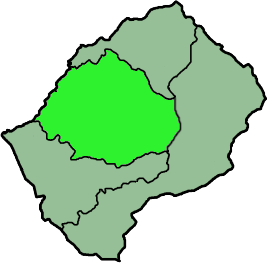
Het aartsbisdom Maseru binnen Lesotho

Het aartsbisdom Maseru (Latijn: Archidioecesis Maseruena) is een rooms-katholiek aartsbisdom met als zetel Maseru, de hoofdstad van Lesotho. 

## Geschiedenis
Het aartsbisdom werd opgericht op 8 mei 1894 als apostolische prefectuur Basutoland, uit de apostolische vicariaat Kimberley, en werd een apostolisch vicariaat in 1909. In 1951 werd het een bisdom onder de naam Maseru en in 1961 een aartsbisdom.
Het bisdom besloeg oorspronkelijk het volledige oppervlakte van Lesotho. Het verloor achtereenvolgend gebied voor de oprichting van de bisdommen Leribe (1952), Qacha's Nek (1961) en Mohale's Hoek (1977). 

## Parochies
In 2019 telde het aartsbisdom 36 parochies. Het aartsbisdom had in 2019 een oppervlakte van 7.739 km2 en telde 931.469 inwoners waarvan 50,0% rooms-katholiek was.

## Suffragane bisdommen
Maseru heeft drie suffragane bisdommen, waarmee het een kerkprovincie vormt:
- Bisdom Leribe
- Bisdom Mohale's Hoek
- Bisdom Qacha's Nek

## Bisschoppen
- Jules-Joseph Cénez ( 1897 - 24 mei 1930)
- Joseph Bonhomme (25 april 1933 - 8 maart 1947)
- Joseph Delphis Des Rosiers (11 maart 1948 - 3 januari 1961)
- Emanuel Mabathoana (3 januari 1961 - 20 september 1966)
- Alfonso Liguori Morapeli (13 april 1967 - 17 mei 1989)
- Bernard Mosiuoa Mohlalisi (11 juni 1990 - 30 juni 2009)
- Gerard Tlali Lerotholi (30 juni 2009 - heden)